# Uharte-Arakil
Uharte-Arakil är en kommun i Spanien.   Den ligger i provinsen Provincia de Navarra och regionen Navarra, i den nordöstra delen av landet, 300 km nordost om huvudstaden Madrid. Antalet invånare är 827. Arean är 38 kvadratkilometer.
Terrängen i Uharte-Arakil är huvudsakligen kuperad, men söderut är den bergig.